# ویکتور ریاکسینسکی
ویکتور ریاکسینسکی (انگلیسی: Viktor Rjaksinski؛ زادهٔ ۱۷ اکتبر ۱۹۶۷ ‏(۵۷ سال)) دوچرخه‌سوار اهل اوکراین است.